# 魏弘簡 (唐朝宦官)
魏弘簡（?—?），唐朝宦官。
神策中尉副使，累官知樞密。長慶元年（821年）十月，裴度抨擊魏弘簡、翰林學士元稹阻撓、破壞討伐幽州之事，《論元稹魏弘簡姦狀疏》上言：“河朔逆賊，只亂山東；禁闈奸臣，必亂天下。”魏弘簡貶官弓箭庫使。